# カレンニー族

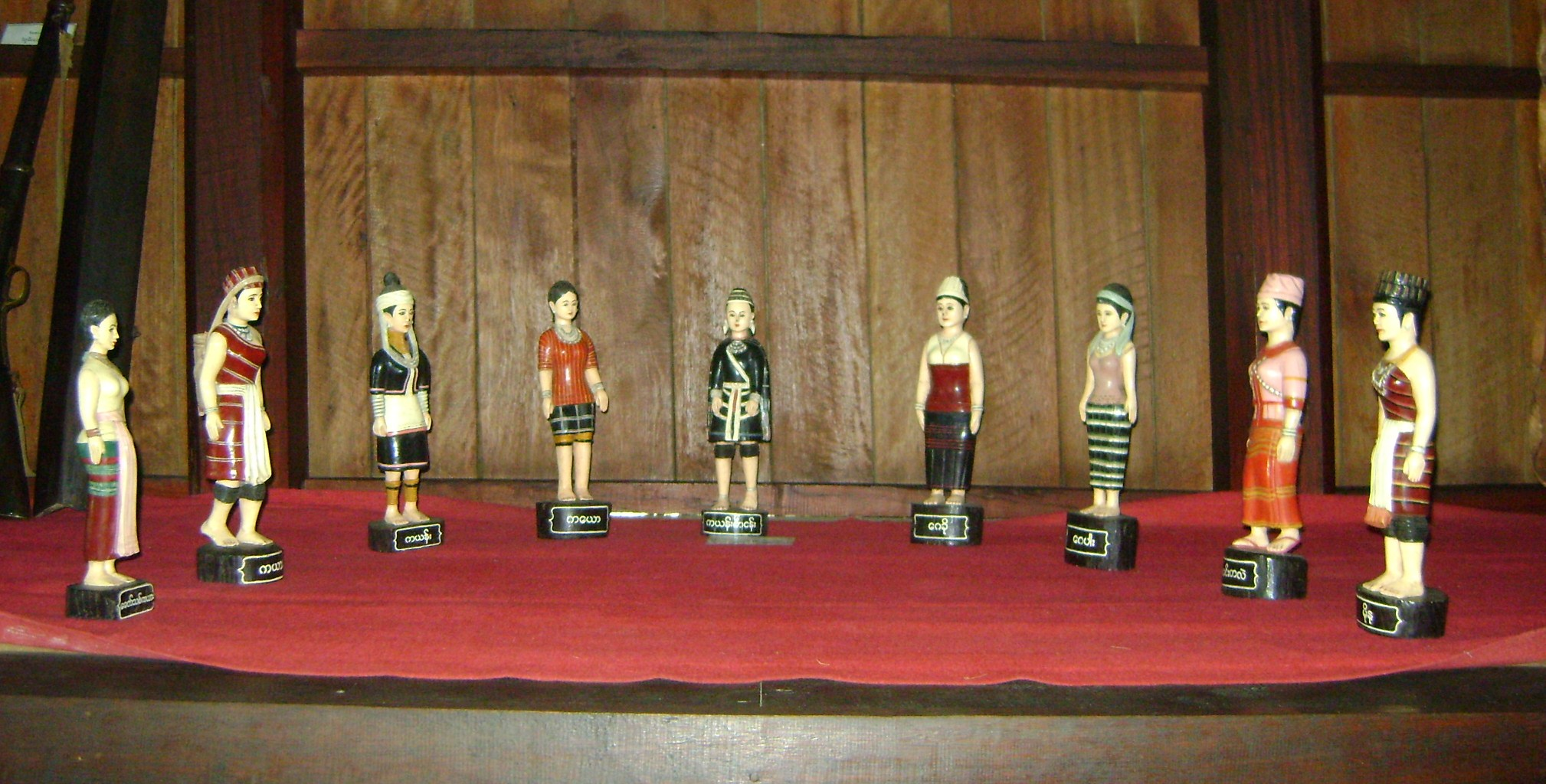
カレンニー族の 9 部族

カレンニー族（カレンニーぞく、英: Karenni)は、カレン族の分派集団。カレンニー族の「ニー」とはビルマ語で「赤」を意味をするので、この呼称は総じて「赤カレン族」という意味になる。

## 民族概要
カレンニー族が赤カレン族とされるのに対し、スゴーやポーなどは白カレン族に分類される。カレンニーの母集団がカヤー族であるため、カレンニーとカヤーは同義に扱われることがある。カレンニーを構成する諸部族は多様であり、パダウン族も属すると言われるが、人類学的にも言語学的にも解明は進んでいるわけではない。

カレン族がカイン州(旧カレン州)に暮らすように、カレンニー族の多くはミャンマー連邦内のカヤー州（旧カレンニー州）一帯に居住するが、民族紛争のためにタイ領へ亡命した者はカヤー州対岸のメーホンソーン県に暮らす。ミャンマー連邦内のカレンニー族は政治集団KNPP（カレンニー民族進歩党）とその軍事部門KA(カレンニー軍)を擁しており、英領ビルマ時代に独立した地位であったことを理由に民族自決による分離・独立を求めてミャンマー軍政と対峙している。政治性が強いことから、軍政は居住区域のカレンニー州という地名をカヤー州に改称している。

## 難民キャンプ
ミャンマー国内の民族紛争によってタイへ避難したカレンニー難民が庇護されるキャンプは2カ所ある。
| キャンプ名                 | 県               | 郡                     |
| -------------------------- | ---------------- | ---------------------- |
| ナイソーイ新村難民キャンプ | メーホンソーン県 | ムアンメーホンソーン郡 |
| メースリン難民キャンプ     | メーホンソーン県 | クンユワム郡           |